# Guadalinex
 (juillet 2013).
Guadalinex est un système d'exploitation promu par le gouvernement d'Andalousie. Il s'agit d'une distribution Linux en live CD basée sur Debian Sid (par l'intermédiaire d'Ubuntu depuis la version 3).

## Historique
En avril 2003, le gouvernement d'Andalousie avait annoncé qu'il favoriserait l'implantation de logiciels libres dans sa région et qu'il collaborerait avec l'Estrémadure qui avait adopté Linux un an auparavant. Un accord fut signé avec l'Andalousie et le décret 72/2003 fut émis.

## Présentation
GuadaLinex revendique en 2007 plus de 100 000 PC installés dans les écoles[citation nécessaire], les bibliothèques et les lieux publics, et plus de 200 000 CD distribués aux citoyens. De nombreuses déclinaisons ont été faites :
- Guadalinex EDU (pour les écoles).
- Guadalinex CDM
- Guadalinex Guadalinfo (utilisé uniquement dans les Guadalinfo centers, où tous les citoyens andalous des zones rurales peuvent accéder gratuitement à Internet).
- Guadalinex Bibliotecas (Pour les bibliothèques publiques).
- Guadalinex Mini (Version minimaliste pour les vieux ordinateurs).